# Hockey League 2017-2018 (heren)
Seizoen 2017-2018 van de Hockey League bij de heren werd gewonnen door KHC Dragons. Zij versloegen Waterloo Ducks in de finale van de play-offs. Beide clubs treden in seizoen 2018-2019 aan in de Euro Hockey League. Het derde Europese ticket ging naar Royal Léopold Club.

## Eindstand
Aan het einde van het seizoen 2017/18 stond de mannenploeg Waterloo Ducks aan de leiding in de Audi Hockey League.
| Positie | Hockeyclub                     | Gespeeld | Gewonnen | Verloren | Gelijkspel | Doelpunten | Tegendoelpunten | Verschil | Punten |
| ------- | ------------------------------ | -------- | -------- | -------- | ---------- | ---------- | --------------- | -------- | ------ |
| 1       | Waterloo Ducks                 | 22       | 17       | 3        | 2          | 79         | 35              | 44       | 54     |
| 2       | KHC Dragons                    | 22       | 16       | 3        | 3          | 77         | 34              | 43       | 51     |
| 3       | Royal Racing Club de Bruxelles | 22       | 14       | 3        | 5          | 74         | 44              | 30       | 45     |
| 4       | Royal Léopold Club             | 22       | 12       | 4        | 6          | 63         | 48              | 15       | 40     |
| 5       | Braxgata                       | 22       | 11       | 7        | 4          | 57         | 45              | 12       | 40     |
| 6       | La Gantoise HC                 | 22       | 9        | 4        | 9          | 46         | 43              | 3        | 31     |
| 7       | Royal Herakles HC              | 22       | 9        | 4        | 9          | 52         | 57              | -5       | 31     |
| 8       | Royal Beerschot THC            | 22       | 6        | 6        | 10         | 44         | 56              | -12      | 24     |
| 9       | Royal Orée THB                 | 22       | 6        | 4        | 12         | 46         | 57              | -11      | 22     |
| 10      | Royal Daring Hockey Club       | 22       | 5        | 3        | 14         | 39         | 73              | -34      | 18     |
| 11      | KHC Leuven                     | 22       | 2        | 5        | 15         | 34         | 67              | -33      | 11     |
| 12      | Royal Pingouin HC              | 22       | 1        | 2        | 19         | 28         | 80              | -52      | 5      |

De eindronde verliep als volgt
De vier eerst geklasseerde ploegen speelden halve finales in een heen- en terugwedstrijd, waarna de grote finale in heen- en terugwedstrijden de Belgische Kampioen aanduidt en de kleine finale, ook in heen- en terugwedstrijd, toch nog een derde kwalificatieronde-ticket voor de Europese competitie van de EHL oplevert.
| Datum       | Wedstrijd                       | Resultaat |
| ----------- | ------------------------------- | --------- |
| 13 mei 2018 | Waterloo - Dragons (Finale)     | 4 - 4     |
| 13 mei 2018 | Racing - Léopold (Ticket EHL)   | 1 - 6     |
| 10 mei 2018 | Dragons - Waterloo (Finale)     | 5 - 1     |
| 10 mei 2018 | Léopold - Racing (Ticket EHL)   | 3 - 1     |
| 6 mei 2018  | Dragons - Racing (1/2 Finale)   | 2 - 1     |
| 6 mei 2018  | Waterloo - Léopold (1/2 Finale) | 3 - 3     |
| 5 mei 2018  | Léopold - Waterloo (1/2 Finale) | 3 - 3     |
| 5 mei 2018  | Racing - Dragons (1/2 Finale)   | 2 - 1     |